# 焦霍语
焦霍语(自称：cau33 ho33)是老挝北部一种彝语。它是毕苏语群内与其他语言最为不同的语言。